# Escudo de Castilblanco
El escudo de Castilblanco (Badajoz) se adoptó el 5 de agosto de 1986, mediante la Orden de 22 de julio de 1986, por la que se aprueba el Escudo Heráldico Municipal para el Ayuntamiento de Castilblanco. Antes de su aprobación, el nuevo blasón fue propuesto por el Pleno Corporativo del Ayuntamiento, incluyendo en el expediente un informe de la Real Academia de la Historia y otro de la Diputación Provincial de Badajoz.
Dicha Orden describe la composición heráldica del escudo de la siguiente forma:

Escudo Cuartelado, trayendo: 1ª, de gules, un castillo árabe de plata. 2ª de plata, un olivo de sinople. 3ª, también de plata, una encina de sinople. 4ª, de azur, una cartela de plata con la leyenda "Declaración de Villa por Carlos I, año de 1554", en letras de sable. Sobre el todo una flor de jara. Al timbre, Corona Real cerrada.